# Parerupa africana
Parerupa africana är en fjärilsart som beskrevs av Aurivillius 1910. Parerupa africana ingår i släktet Parerupa och familjen Crambidae. Inga underarter finns listade i Catalogue of Life.